# جيبي بايت
جيبي بايت (بالإنجليزية:  Gibibyte)‏ هي العديد من وحدة البايت وتستخدم في مخازن بيانات الحاسب، البادئة الثنائية جيبي تعني 230، وبالتالي فان واحد جيبي بايت يساوي 1073741824bytes = 1024 مبيبايت، الرمز لجيبي بايت هو GiB . وهي عضو من مجموعة من الوحدات ذات البادئة الثنائية كما هو معرف في اللجنة الكهروتقنية الدولية International Electrotechnical Commission (IEC).